# Octany

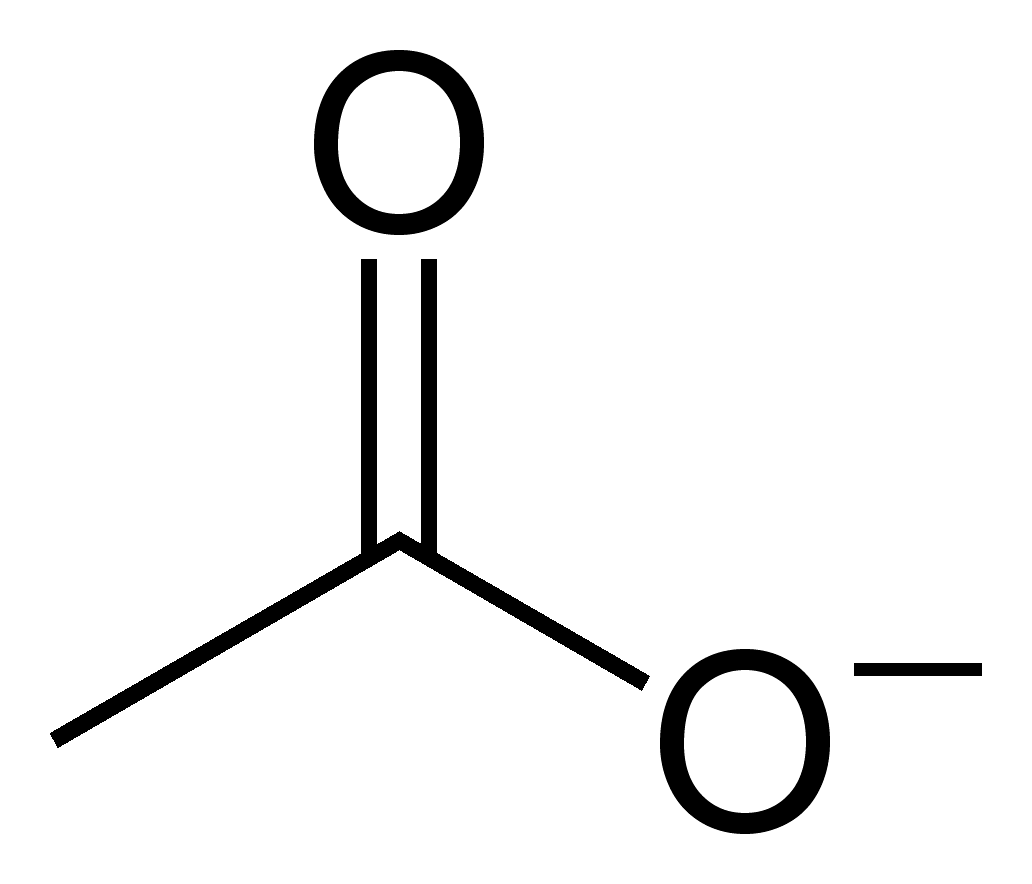
Struktura octanů

Octany (neboli acetáty či ethanoáty) jsou soli nebo estery kyseliny octové. Většina z nich je ve vodě docela dobře rozpustná.

## Výroba
Většinu octanů lze připravit reakcí kyseliny s kovem. Příklady těchto reakcí jsou:
- 2 CH3COOH + Zn → Zn(CH3COO)2 + H2
- 6 CH3COOH + 2 Fe → 2 Fe(CH3COO)3 + 3 H2

Reakce takto probíhá se všemi kovy, které jsou v Beketovově řadě kovů nalevo od vodíku, tedy reaktivnější, než je vodík. Reakce probíhají i se solemi slabých kyselin (nebo s hydroxidy či oxidy) kovů ušlechtilých i neušlechtilých:
- CuCO3 + 2 CH3COOH → Cu(CH3COO)2 + CO2 + H2O
- NaOH + CH3COOH → CH3COONa + H2O

Pro reakci s čistými ušlechtilými kovy je třeba užít oxidační činidlo, vhodným příkladem je zejména peroxid vodíku:
- Cu + 2 CH3COOH + H2O2 → Cu2+ + 2 CH3COO− + 2 H2O → Cu(CH3COO)2 + 2 H2O

Při přebytku peroxidu vodíku se však octan začne rozpadat za vzniku černého oxidu měďnatého a malého množství nazelenalého uhličitanu měďnatého, které reagují s kyselinou octovou.

### Vznik esterů

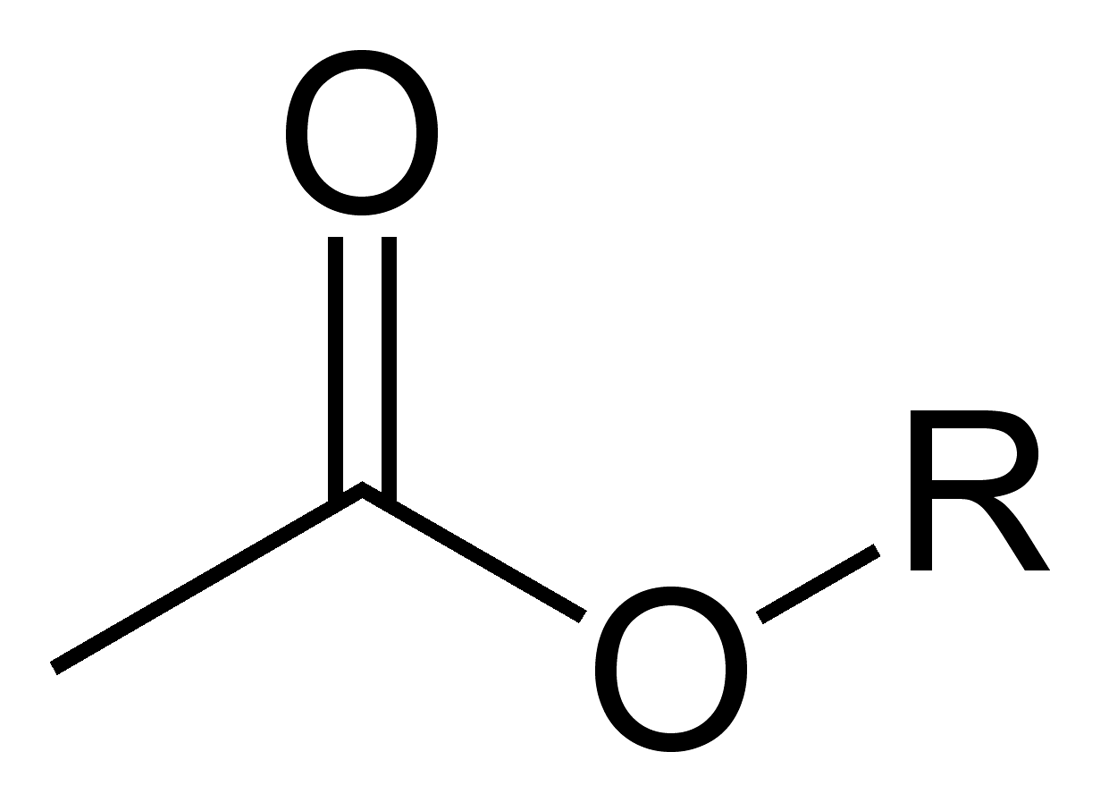
Struktura esterů octanů

Tato kyselina tvoří estery. Vznikají reakcí kyseliny octové s příslušným alkoholem, přičemž se odštěpí z karboxylové skupiny OH, a z alkoholové skupiny H, což vytvoří vodu. Tato reakce probíhá sama, díky oxoniovým iontům v kyselině octové, nicméně reakce probíhá podstatně rychleji za přítomnosti silné kyseliny, obvykle kyseliny sírové, která napomáhá při odštěpování vody. Reakce probíhá takto:

CH3COOH + HOR —H2SO4→ CH3COOR + H2O

## Seznam některých octanů, informace o nich a využití
| Název                          | Teplota tání | Rozpustnost ve vodě          | Využití                                                                |
| ------------------------------ | ------------ | ---------------------------- | ---------------------------------------------------------------------- |
| Kyselina octová                | 16,6 °C      | Neomezeně                    | Výroba octanů, ocet, konzervant                                        |
| Octan sodný (trihydrát)        | 58 °C        | 46,4 g/100 ml (20 °C)        | Horký led – polštářky na ohřev rukou, pufrování pH při použití vývojky |
| Ethylacetát                    | −83,6 °C     | 8,3 g/100 ml (20 °C)         | Rozpouštědlo, odlakovač                                                |
| Butylacetát                    | −74 °C       | 0,7 g/100 ml (20 °C)         | Hruškové aroma                                                         |
| Isopentylester kyseliny octové | −78 °C       | Nerozpustný                  | Banánové aroma                                                         |
| Oktylester kyseliny octové     | −38 °C       | Nerozpustný                  | Pomerančové aroma                                                      |
| Octan hlinitý                  | 54 °C        | Mírně rozpustný              | V lékařství na odřeniny, má adstrigenční a antibakteriální účinky.     |
| Octan vápenatý                 | 160 °C       | 34,7 g/100 ml (20 °C)        | V lékařství: snižuje množství fosfátů v krvi                           |
| Octan měďnatý                  | 115 °C       | 6,8 g/100 ml (20 °C)[zdroj?] | Výroba složitějších měďnatých sloučenin.                               |
| Octan amonný                   | 114 °C       | 148 g/100 ml (20 °C)         |                                                                        |
| Octan stříbrný                 |              | 1,02 g/100 ml (20 °C)        | Pesticid, má odpornou chuť                                             |
| Octan zinečnatý                | 237 °C       | 43 g/100 ml (20 °C)          | Přidatná látka (E650)                                                  |
| Octan draselný                 | 292 °C       | 258 g/100 ml (20 °C)         | Přidatná látka (E261), regulátor kyselosti                             |
| Octan olovnatý (dekahydrát)    | 22 °C        | 44,39 g/100 ml (20 °C)       | „Sladké olovo“, barvy, dříve bělení prádla                             |